# Ibens
 For alternative betydninger, se Ibens (flertydig). (Se også artikler, som begynder med Ibens)
Ibens er en dansk poptrio bestående af Carsten Lykke, Henrik Marstal og Kristian Obling Høeg, der i slutningen af 1990'erne havde succes med sange som "Ølstykke i november", "Jeg savner min blå cykel", "Solveig" og "Dengang jeg var 18 år". 
Gruppen blev dannet i 1993 af Lykke og er siden blevet gendannet og gået i opløsning flere gange. Ibens opnåede størst succes mellem 1996 og 1999 med pladerne ibens og Maskulin, og bandet har desuden været samlet i perioderne 2004-2008 og senest 2012-2013. Bandets tredje album blev udgivet i 2005, efterfulgt af ep'en Halvelektronisk fra 2012. Et planlagt fjerde album blev droppet i 2013, men gruppen udgav i 2019 albummet carstenshenrikskristians.

## Historie
I august 1996 udgav de EP'en Ibens med fire numre, heriblandt "Solveig" og "Ølstykke i november". Med hjælp fra P3 blev "Ølstykke i november" et mindre hit for gruppen, der førte til en pladekontrakt med pladeselskabet EMI. I foråret 1997 udgav de deres debutalbum Ibens, som var produceret af Nikolaj Foss. Bandet spillede blandt andet på årets Roskilde Festival, og ved udgangen af 1997 havde albumsalget rundet 40.000 eksemplarer. Albummet var i 1998 nomineret til tre priser ved Danish Music Awards, men vandt dog ikke nogen. Det fik 5/6 stjerne i musikmagasinet GAFFA.
I oktober 1998 udkom deres opfølgningsalbum Maskulin, igen produceret af Foss. Albummet modtog en blandet modtagelse, men fik bl.a. 5/6 stjerner i GAFFA. Singlen "Var han bedre end mig?" modtog massiv airplay, men albummet blev ikke den samme kommercielle succes som forgængeren. Efter albummets tour afslutning valgte gruppen af holde en pause, hvori Carsten Lykke i 2001 udgav sit første og hidtil eneste soloalbum, Selvoptaget.
I 2005 udgav de deres tredje album Ufornuft, produceret af Jon "Joshua" Schumann. Albummet indeholder singlerne "Sex igen" og "Ufornuft". Kort efter holdt bandet endnu en længerevarende pause. Det blev dog ikke den helt store succes, og modtog kun 3/6 stjerner i GAFFA.
I sommeren 2012 annoncerede gruppen, at de atter var aktive, og i november 2012 udkom ep'en Halvelektronisk, hvorfra singlen "Vi lover hinanden" kunne downloades online fra den 5. november 2012. Singlen var det første nye musik fra Ibens i syv år. I foråret 2013 spillede bandets de første koncerter sammen i fem år og annoncerede, at bandets fjerde album ville blive udgivet i november 2013. Planerne om et fjerde album blev dog droppet igen, og i marts 2014 annoncerede forsanger Carsten Lykke, at han havde forladt gruppen og genoptaget sin solokarriere.[kilde mangler]

## Diskografi

### Album
- Ibens (1997)
- Maskulin (1998)
- Ufornuft (2005)
- carstenshenrikskristians (2019)
- Cocio & beton (2020)

### Opsamlingsplader
- 17 hits (2008)

### Ep'er
- Ibens (ep) (1996)
- Halvelektronisk (2012)

### Singler og ep'er
- "Ølstykke i november" (1997)
- "Jeg savner min blå cykel" (1997)
- "Dødssyg søndag" (1997)
- "Var han bedre end mig?" (1998)
- "Sex igen" (2005)
- "Ufornuft" (2005)
- "Vi lover hinanden" (2012)